# Hillsong United
Pour les articles homonymes, voir Hillsong.
Hillsong United ou United, est un groupe de rock chrétien évangélique, formé en 1998 à Sydney, Australie, dans le groupe de jeunesse d’Hillsong Church.  Le groupe  a gagné plusieurs Dove Awards, un Billboard Music Awards ainsi que des nominations au American Music Award.  United organise régulièrement des tournées mondiales.

## Histoire
Le groupe a été initialement formé en 1998, par des amis proches au sein du ministère jeunesse d’Hillsong Church appelé "Powerhouse Youth", dirigé par les jeunes pasteurs Phil et Lucinda Dooley depuis de nombreuses années. Comme dans le groupe pour les réunions Powerhouse, ils ont joué des chansons originales à leur réunion hebdomadaire pour les jeunes de 16-25 ans. Les membres du groupe, ont aussi contribué au ministère interconfessionnel "Youth Alive Australia" et ses albums. La plupart des membres du groupe ont également assisté aux réunions d’Hillsong Church.
"Powerhouse Youth" a grandi et a été scindé en deux groupes de jeunes, vers la fin des années 1990: Powerhouse (18-25 ans) et Wildlife (12-17 ans). Reuben Morgan, assisté par le guitariste et chanteur Marcus Beaumont et la compositrice Tanya Riches, étaient les administrateurs du groupe Powerhouse qui comprenait également Mark Stevens, Nigel Hendroff, Peter King et Raymond Badham. Peter King a été le principal joueur de piano et directeur musical, avec le guitariste Nigel Hendroff. Dans le jeune ministère Wildlife, le groupe Able composé de Joel Houston et Marty Sampson ont été formés par pasteur Russell Fragar (Hillsong Music), avec Luc Munns et Michael Guy Chislett, étant respectivement le batteur et le guitariste principal, tandis que Joel Houston jouait de la basse Marty Sampson, Holly Dawson, Mark Stevens, Katrina Peoples, Michelle Fragar, Tanya Riches et Bec Mesiti étaient au chant. En 1997, l'équipe a eu un succès important au camp d'été de leur ministère de jeunesse. De retour du camp, les ministères de jeunesse d’Hillsong Church se sont rassemblés sur une base mensuelle avec des réunions dénommées "UNITED Nights".
Darlene Zschech a suggéré à Reuben Morgan que le groupe jeunesse produise un album en 1998, après avoir écrit de nombreuses chansons dans le ministère des jeunes. C’est alors la naissance officielle du groupe  United.
L'Extended play One a été enregistré. Everyday a été enregistré en 1999 et emballé avec l'album annuel d’Hillsong Worship, By Your Side. Les deux ont atteint le statut de vente Or en Australie. Le groupe a continué à sortir un album chaque année, sous le nom Hillsong United. En 2002, après la démission de Reuben Morgan comme chef co-directeur de louange, Joel Houston, le fils aîné du pasteur principal de l'église, Brian Houston, et Marty Sampson ont dirigé le groupe ensemble.
Les membres du groupe sont impliqués dans les réunions d’Hillsong Church. Beaucoup étaient des volontaires non-rémunérés pour leurs temps et contributions.  Ainsi avec les obligations de chacun, des remplacements ont eu lieu périodiquement.
Le CD/DVD annuel d’Hillsong United a été enregistré depuis de nombreuses années au cours de la conférence du ministère jeunesse d’Hillsong Church, en octobre, Encounterfest, et les albums étaient publiés au premier trimestre de l'année suivante. En 2007, l'album All of the Above était le premier album à être pleinement enregistré en studio. Le groupe a fait des tournées dans un certain nombre de pays et a une influence musicale internationale,,.
En 2014, ils ont remporté cinq Dove Awards. Le groupe a été nommé pour la deuxième année aux American Music Awards en 2015. La même année, ils ont remporté un Billboard Music Awards dans la catégorie Top Artiste Chrétien.

## Membres
Le groupe a consisté en plusieurs membres successifs.  Il n’y avait pas de liste  officielle, jusqu’à ce que les noms soient inclus dans les notes de livret des albums Live in Miami, Zion et Empires . "Hillsong United is Joel Houston, Jad Gillies, Matt Crocker, Jonathon "JD" Douglass, Taya Smith, Michael Guy Chislett, Simon Kobler, Dylan Thomas, Ben Tennikoff.

### Actuels
Les membres actuels du groupe sont: 
- Joel Houston - chant, guitare, claviers, percussions
- Jonathon "JD" Douglass - chant, percussions
- Jad Gillies - chant, guitare
- Matt Crocker – chant, guitare, percussions
- Taya Smith - chant
- Dylan Thomas - guitare, directeur musical
- Jihea Oh - guitare basse
- Simon Kobler - batterie
- Michael Guy Chislett - guitare, directeur musical
- Benjamin "Ben" Tennikoff - claviers, programmation, échantillonnage

### Anciens
Les anciens membres du groupe sont,:
- Brooke Fraser - chant, guitare
- Luc Munns - batterie
- Annie Garratt - chant
- Timon Klein - guitare
- Sam Knock - chant
- Peter James - piano, clavier, synthétiseur
- Droit Hayley - chant
- Jill McCloghry - chant
- Marty Sampson - chant, guitare
- David Ware - chant
- Mia Fieldes - chant

## Discographie
1. One (1998)
2. Everyday (1999)
3. Best Friend (2000)
4. King of Majesty (2001)
5. To the Ends of the Earth (2002)
6. More Than Life (2004)
7. Look to You (2005)
8. United We Stand (2006)
9. Unidos Permanecemos (2007)
10. All of the Above (2007)
11. In a Valley by the Sea (EP) (2007)
12. The I Heart Revolution. Part I: With Hearts as One (2008)
13. Across the Earth (2009)
14. Aftermath (2011)
15. Live in Miami (2012)
16. Zion (2013)
17. Oceans (2013)
18. Zion Acoustic Sessions (2013)
19. The White Album (Remix Project) (2014)
20. Empires (2015)
21. Of Dirt and Grace: Live from The Land (2016)
22. Wonder (2017)
23. People (2019)
24. Are We There Yet (2023)
25. Zion (X) (2023)

## Filmographie
- Michael John Warren a réalisé Hillsong: Let Hope Rise, un film documentaire sorti en 2016 qui raconte l'émergence du groupe[15].

## Récompenses
En 2020, au cours de son histoire, le groupe avait reçu 11 Dove Awards.
| Année | Prix                   | Catégorie                                   | Intitulé        | Résultat   |
| ----- | ---------------------- | ------------------------------------------- | --------------- | ---------- |
| 2013  | Dove Award             | Long-métrage musical de l'année             | Live In Miami   | Lauréat    |
| 2014  | Dove Award             | Artiste de l'année                          | Hillsong United | Lauréat    |
| 2014  | Dove Award             | Chanson de l'année                          | Oceans          | Lauréat    |
| 2014  | Dove Award             | Meilleure performance de CCM de l'année     | Oceans          | Lauréat    |
| 2014  | Dove Award             | Chanson pop contemporain de l'année         | Oceans          | Lauréat    |
| 2014  | Dove Award             | Chanson d’adoration de l'année              | Oceans          | Lauréat    |
| 2014  | American Music Award   | Artiste préféré - Inspiration contemporaine | Hillsong United | Nomination |
| 2015  | American Music Award   | Artiste préféré - Inspiration contemporaine | Hillsong United | Nomination |
| 2015  | Billboard Music Awards | Meilleur Artiste Chrétien                   | Hillsong United | Lauréat    |
| 2019  | Dove Award             | Album d’adoration de l'année                | PEOPLE          | Lauréat    |